# نيل كريتون
نيل كريتون (بالإنجليزية: Neal Creighton)‏ (ولد في 7 أكتوبر 1965) رجل أعمال أمريكي مقره في بوسطن في ولاية ماساتشوستس في الولايات المتحدة. كان أحد المؤسسين الذين أطلقوا مزود شهادة رقمية جيوترست في عام 2001 وهو مخترع مشارك في براءة اختراع المصادقة على نطاق السيطرة الصادرة في عام 2006. شغل كريتون منصب الرئيس التنفيذي لشركة جيوترست حتى عام 2006. كان أيضا أحد مؤسسي شركة ريستبوينت التي سميت شركة ميتكس 2010 للإعلام الاجتماعي للعام الجديد في نيو إنجلاند.
يعمل كريتون حاليا رئيس ومدير تنفيذي لشركة كونتيرتاك وهي شركة برمجيات أمنية تركز على منع الهجمات السيبرانية.

## النشأة والتعليم
ولد كريتون في منطقة قناة بنما. كان والده نيل كريتون الأب ضابط مهني في الجيش برتبة لواء في القوات البرية للولايات المتحدة المعروف عن خدمته خلال هجوم تيت عام 1968.
درس كريتون الابن في مدرسة جوالة الجيش وويست بوينت وخدم لمدة خمس سنوات كضابط في جيش الولايات المتحدة. شارك في حرب الخليج الثانية. بعد خدمته في الجيش درس كريتون في جامعة نورث وسترن حيث حصل على الدكتوراه وماجستير إدارة الأعمال.

## المسيرة المهنية

### إكيفاكس وجيوترست
في أواخر التسعينيات ركز كريتون جهوده الريادية على مجالات أمن المعلومات والتحقق من الهوية المتقدمة والتوثيق على شبكة الإنترنت. بدأ حياته المهنية من خلال المشاركة في إعادة إطلاق جيوترست في عام 2001. قاد كريتون الجهود لجمع 24 مليون دولار أمريكي في تمويل المشاريع لتمويل المشروع وأنه وشركاؤه استخدموا شركة مفلسة تقريبا كوسيلة للحصول على فرع الأمن من إكيفاكس.
تحت قيادة كريتون استطاعت شركة جيوترست من التحقق من هوية الناس والمنظمات وأجهزة الكمبيوتر عبر الإنترنت وفي نهاية المطاف أصبحت جيوترست إحدى أكبر مقدمي الأمن على الإنترنت والشهادات الرقمية.
تم بيع جيوترست إلى فيريسين في سبتمبر 2006 بمبلغ 125 مليون دولار نقدا وتم الحصول على العلامة التجارية من قبل سيمانتك كجزء من اقتناء 1.28 مليار دولار من أعمال فيريسين الأمنية في عام 2010.

### تشوسنزكوريتي وأفيرمتروست
بعد جيوترست خدم كريتون أيضا في منصب الرئيس التنفيذي لشركة تشوسنوزكوريتي التي تم الحصول عليها من قبل شركة بي جي بي (التي حصلت عليها لاحقا سيمانتك). كان كريتون أيضا المؤسس والرئيس التنفيذي لشركة أفيرمروست التي حصلت عليها تريند مايكرو في عام 2011.

### كونتيرتاك
يعمل كريتون حاليا رئيس ومدير تنفيذي لشركة كونتيرتاك وهي شركة برمجيات أمنية تركز على منع الهجمات السيبرانية وإدارة تهديدات الإنترنت. تأسست شركة ماساتشوستس ومقرها في ماساتشوستس في عام 2011 ومنذ ذلك الحين جمع 90 مليون دولار أمريكي في تمويل رأس المال الاستثماري.

## الجوائز والتقدير
كريتون هو المخترع المشارك لبراءة مصادقة مراقبة المجال الممنوحة في عام 2006 وأصدر براءة اختراع في عام 2010 لنظام يوفر هوية آمنة والتحقق من هوية موحدة للموارد. كان كريتون نجم ماساتشوستس للتكنولوجيا العالية في عام 2010 وحصل على جائزة 40 تحت 40 في نيو انغلاند ووصل إلى المرحلة النهائية لجائزة إرنست ويونغ ثلاث مرات وحصل على صفقة بيع عام 2007 من جانب جائزة نيو انغلاند من ماساتشوستس للتكنولوجيا العالية.